# لیندا فاگرستروم
لیندا فاگرستروم (انگلیسی: Linda Fagerström؛ زادهٔ ۱۷ مارس ۱۹۷۷) بازیکن فوتبال اهل سوئد است.
از باشگاه‌هایی که در آن بازی کرده‌است می‌توان به دیوری گردن اشاره کرد.
وی همچنین در تیم ملی فوتبال زنان سوئد بازی کرده‌است.